# Tritonicula
Tritonicula Korshunova & Martynov, 2020 è un genere di molluschi nudibranchi della famiglia Tritoniidae.

## Tassonomia
Il genere comprende le seguenti specie:
- Tritonicula bayeri (Ev. Marcus & Er. Marcus, 1967)
- Tritonicula hamnerorum (Gosliner & Ghiselin, 1987)
- Tritonicula myrakeenae (Bertsch & Osuna, 1986)
- Tritonicula pickensi (Ev. Marcus & Er. Marcus, 1967)
- Tritonicula wellsi (Er. Marcus, 1961)